# Tomb Raider: Chronicles
Tomb Raider: Chronicles — п'ята гра серії Tomb Raider, продовження до Tomb Raider: The Last Revelation. Розроблена Core Design  і видана Eidos Interactive. Гра з'явилася на світ у 2000 для ПК, Sega Dreamcast і PlayStation.

## Ігровий процес
Ігровий процес Tomb Raider: Chronicles такий як у Tomb Raider: The Last Revelation. У грі практично відсутні покращення. Серед нових навичок Лари здатність ходити по канату, робити сальто вперед з виступу в сидячому положенні, а також розгойдуватися на поперечині.

## Основна сюжетна лінія
Гра є безпосереднім продовженням гри Tomb Raider: The Last Revelation. Таємниче зникнення Лари Крофт стало передумовою для сюжету нової частини гри Tomb Raider: Chronicles. Після церемонії прощання на могилі міс Крофт, кілька друзів збираються разом в її особняку, щоб поділитися спогадами про її пригоди, в яких гравець якраз і починає брати участь. Гра включає чотири епізоди, що містять близько 13 рівнів — Рим, військова база в Росії, Ірландія та штаб-квартира корпорації Вернера Фон Кроя.

## Особливості
- Покращений контроль дій головної героїні внаслідок додавання нових рухів (контактний бій, шпигунські маневри).
- Використання тактичних елементів: наприклад, Лара може прокрастися за спину ворога, щоб оглушити його металевим ломом або приспати за допомогою хлороформу.

## Графіка
У версії для Dreamcast присутня унікальна для Tomb Raider особливість — проєкційні тіні. PC-версія, на відміну від The Last Revelation, більше не підтримує рельєфне картування (bump mapping).

## Виноски
1. ↑  Humble Store
2. ↑  ファミ通.com ゲーム/『トゥームレイダー５:クロニクル』発売記念イベントが開催される. Famitsu.com. 23 березня 2001. Архів оригіналу за 10 листопада 2013. Процитовано 19 липня 2012.
3. ↑  ‘Heads-Up’ Game Store Update 12th January 2011. Blog.eu.playstation.com. 12 січня 2011. Архів оригіналу за 20 вересня 2012. Процитовано 19 липня 2012.
4. 1 2  Steam — 2003.